# Japan Open Tennis Championships 2006 - Qualificazioni doppio femminile
Le qualificazioni del doppio femminile del Japan Open Tennis Championships 2006 sono state un torneo di tennis preliminare per accedere alla fase finale della manifestazione. I vincitori dell'ultimo turno sono entrati di diritto nel tabellone principale. In caso di ritiro di uno o più giocatori aventi diritto a questi sono subentrati i lucky loser, ossia i giocatori che hanno perso nell'ultimo turno ma che avevano una classifica più alta rispetto agli altri partecipanti che avevano comunque perso nel turno finale.
Le qualificazioni del doppio del torneo Japan Open Tennis Championships 2006 prevedevano 4 coppie partecipanti di cui una è entrata nel tabellone principale.

## Teste di serie
1. Kumiko Iijima /  Junri Namigata (primo turno)

1. Antonia Matic /  Caroline Wozniacki (Qualificate)

## Tabellone

### Legenda
| - Q = Qualificato - WC = Wild card - LL = Lucky loser | - ALT = Alternate - SE = Special Exempt - PR = Protected Ranking | - w/o = Walkover - r = Ritirato - d = Squalificato |

|  | Primo turno | Primo turno                       | Primo turno                       | Primo turno                       | Primo turno |  |  | Ultimo turno | Ultimo turno                      | Ultimo turno                      | Ultimo turno                      | Ultimo turno |  |
|  |             |                                   |                                   |                                   |             |  |  |              |                                   |                                   |                                   |              |  |
|  |             | Ioana Raluca Olaru Abigail Spears | Ioana Raluca Olaru Abigail Spears | Ioana Raluca Olaru Abigail Spears | 8           |  |  |              |                                   |                                   |                                   |              |  |
|  | 1           | Kumiko Iijima Junri Namigata      | Kumiko Iijima Junri Namigata      | Kumiko Iijima Junri Namigata      | 3           |  |  |              | Ioana Raluca Olaru Abigail Spears | Ioana Raluca Olaru Abigail Spears | Ioana Raluca Olaru Abigail Spears |              |  |
|  | 2           | Antonia Matic Caroline Wozniacki  | Antonia Matic Caroline Wozniacki  | Antonia Matic Caroline Wozniacki  | 8           |  |  | 2            | Antonia Matic Caroline Wozniacki  | Antonia Matic Caroline Wozniacki  | Antonia Matic Caroline Wozniacki  | W-O          |  |
|  |             | Yurika Sema Mari Tanaka           | Yurika Sema Mari Tanaka           | Yurika Sema Mari Tanaka           | 3           |  |  |              |                                   |                                   |                                   |              |  |